# Logement
Logement (französisch Wohnung) (auch: Verbauung) ist ein alter militärischer Begriff.
Er bezeichnet eine Verschanzung, die ein Belagerer auf einem eroberten Festungswerk angelegt hatte, um dieses dadurch behaupten und als Ausgangsbasis für weitere Belagerungsarbeiten zu benutzen.